# Mein Leben und Streben
Mein Leben und Streben, die Autobiografie Karl Mays, erschien im Dezember 1910 im Verlag Friedrich Ernst Fehsenfeld.

## Inhalt
Mein Leben und Streben 1
- I. Das Märchen von Sitara. (Digitalisat)
- II. Meine Kindheit. (Digitalisat)
- III. Keine Jugend. (Digitalisat)
- IV. Seminar- und Lehrerzeit. (Digitalisat)
- V. Im Abgrunde. (Digitalisat)
- VI. Bei der Kolportage. (Digitalisat)
- VII. Meine Werke. (Digitalisat)
- VIII. Meine Prozesse. (Digitalisat)
- IX. Schluß. (Digitalisat)

Ein Band 2 ist nie erschienen.

## Werkgeschichte

### Erste Auflage
1910 war May in eine Unzahl Prozesse verwickelt, bei denen seine Gegner nicht zimperlich mit ihm umgingen. Seine Biographie war daher keine besinnliche Rückschau auf sein Leben, sondern gehört mit in die Reihe der Verteidigungsschriften, die Anwälte, Gerichte und Leser von seiner Reputation überzeugen sollten.
Darum habe ich das Buch nicht so geschrieben, dass es mir den Lesepleps wiederbringt, sondern so, dass es mir die Prozesse gewinnen hilft. Es hat nur diesen einen Zweck, weiter keinen, trotz des hohen biographischen und psychologischen Werthes, den es besitzt. (Karl May an Friedrich Ernst Fehsenfeld, 14. November 1910)
Da er in der Schrift in den letzten beiden Kapiteln auch über seine (namentlich genannten) Prozessgegner dozierte, wurde die Autobiografie durch eine einstweilige Verfügung (veranlasst von Rudolf Lebius) aus dem Verkehr gezogen.

### Zweite Auflage
Im Dezember 1911 versuchte Friedrich Ernst Fehsenfeld May zu einer Überarbeitung der Autobiografie zu überreden. Grundsätzlich war May einverstanden, kam aber nicht mehr dazu.
Also veröffentlichte im Juli 1912 Klara May, seine Witwe, als Herausgeberin die überarbeitete Fassung selbst. In dieser zweiten Auflage wurden fünfzig Seiten im letzten Teil gestrichen, aber auch im vorderen Teil wurde einiges geändert. Gleichzeitig waren drei Kunstdruckbilder (May-Porträt von Erwin Raupp, Grabmal und die Reliefgruppe im Mausoleum) beigegeben.
Klara May versuchte über Anmerkungen der Herausgeberin Brüche zu glätten und Erklärungen einzufügen.
Nicht zuletzt wegen dieser neuen Anmerkungen erwirkte Oskar Gerlach Anfang September 1912 erneut eine einstweilige Verfügung. Am 17. Dezember wird seine Klage auf Verbot der Schrift allerdings vom Landgericht Dresden zurückgewiesen.

### Dritte Auflage
1914 erschien die 3. Auflage der Autobiographie im neu gegründeten Verlag der Karl-May-Stiftung. Diesmal signiert Euchar Albrecht Schmid als Herausgeber.

### Spätere Auflagen
Seit 1917 ist der Text unter dem Titel „Ich“ in Band 34 der Gesammelten Werke enthalten.

## Buchausgaben
- Aktuelle Ausgaben in der Bücherdatenbank.

## Titel
Ursprünglich wollte May seine Autobiographie Am Marterpfahl und Pranger nennen, entschied sich dann für Das Karl-May-Problem – von Karl May bzw. Karl May von Karl May und letztlich für Mein Leben und Streben.
Am 9. Mai 1910 führte Egon Erwin Kisch ein Interview mit Karl May, das am 13. Mai in der Bohemia veröffentlicht wurde. Darin erklärte Karl May:
„Ich schreibe jetzt ein Buch, worin ich nichts leugne und meine Gefängnisstrafen schildere.“ – „Darf man wissen, wie das Buch heißen wird?“ – „Der Titel lautet: 'Am Marterpfahl und Pranger'.“
An Felix Krais schrieb er am 13. Mai 1910:
Sehr geehrter Herr Kommerzienrath!
Herr Fehsenfeld wird Ihnen den Anfang zu „Am Marterpfahl und Pranger“ geschickt haben.

## Sonstiges
In Kapitel 8 wurde von May die Schrift An die 4. Strafkammer des Königl. Landgerichts III in Berlin eingearbeitet.
Eine sorgfältige Vergleichslesung zwischen der ersten und der zweiten Auflage von Mein Leben und Streben machte Anton Haider bereits im Jahre 1955; von Ludwig Patsch veröffentlicht im Karl-May-Rundschreiben No. 143 vom 14. Mai 1957.